# Джазатор
Джазато́р (Жасатер Джасатер; в верхнем течении — Усай) — река в Республике Алтай, Россия. Устье реки находится в 106 км по правому берегу реки Аргут. Длина реки — 102 км, площадь водосборного бассейна 1820 км². Озёра в бассейне Джазатора: Зерлюколь-Нур, Караколь-Нур, Тунгурюк, Красное, Тангыт.
Высота устья — 1572 м над уровнем моря. Высота истока — 2643,4 м над уровнем моря.

## Этимология
Название имеет тюркское происхождение. У топонимиста О. Т. Молчановой упоминается в вариантах Јасатар (Јазатыр, Јасатыр, Джазатар, Джазатор, Джазатыр, Ясатыр, Ясатер, Джазатър), где джазы — «широкий, просторный», а тӧр — «верхняя часть горной долины, цирк».

## Притоки
- 1 км: Козубай
- 9 км: Судобай
- 14 км: Тюнь
- 18 км: Узургу
- 25 км: Ильдегем
- 30 км: Тангыт
- 37 км: Куккарагай
- 44 км: Жумалы
- 45 км: Аржан
- 47 км: Чикты
- 58 км: Катал
- 61 км: Тара
- 71 км: Аюут

## Данные водного реестра
По данным государственного водного реестра России относится к Верхнеобскому бассейновому округу, водохозяйственный участок реки — Катунь, речной подбассейн реки — Бия и Катунь. Речной бассейн реки — (Верхняя) Обь до впадения Иртыша.